# Lauren Berlant
Lauren Berlant   (Filadèlfia, 31 d'octubre de 1957 - Chicago, 28 de juny de 2021) va ser una persona no binària dels Estats Units d'Amèrica que va ocupar la càtedra George M. Pullman Distinguished Service d'anglès a la Universitat de Chicago, on hi va exercir la docència des del 1984. Berlant es va doctorar per la Universitat Cornell i escrigué i impartí classes sobre temes relacionats amb la intimitat i la pertinença a la cultura popular, amb relació a la història i la fantasia de la ciutadania, especialment dins la política nord-americana i europea a partir dels anys 80.
Ha rebut la consideració de ser peça cabdal en l'anomenat gir afectiu dins la teoria crítica i teoria queer. Berlant parlava de les esferes públiques com a «mons d'afecte», on els afectes i les emocions encapçalen la pugna per a la pertinença més que no pas els modes de pensament racional o deliberatiu. Segona la seva teoria, els afectes i les emocions uneixen desconeguts i modelen les precondicions de la relació entre estat i societat civil.

## Obres
Berlant va escriure una trilogia sobre la sentimentalitat nacional que comença amb The Anatomy of National Fantasy: Hawthorne, Utopia, and Everyday Life (1991), centrada en la relació entre modes de pertinença, tal com són mediats per l'estat i la llei, modes de pertinença mediats per allò estètic, i especialment pel gènere, i els modes que es desenvolupen dins de la quotidianitat de les relacions socials.
The Queen of America Goes to Washington City: Essays on Sex and Citizenship, una col·lecció d'assaigs dels quals el que porta el mateix títol va guanyar el premi Norman Foerster de 1993 al millor assaig en literatura estatunidenca, va portar el debat la idea de l'esfera pública íntima, i examina la producció de política i allò públic des de l'era Reagan a través de la posada en circulació d'allò personal, sexual i íntim. El seu següent llibre The Female Complaint: On the Unfinished Business of Sentimentality in American Culture, va ser publicat per la Duke University Press el 2008. En aquesta obra, l'origen dels públics íntims en el fenomen de la cultura de masses de la cultura femenina, que s'escampa fins a les institucions quotidianes de la intimitat, la societat de masses i, de manera més llunyana i ambivalent, la política, és cercat mitjançant les lectures de pel·lícules, especialment films realitzats més d'un cop, com ara Show Boat, Imitació de la vida i La cabana de l'oncle Tom.
El monògrafic més reconegut de Berlant, Cruel Optimism, fou publicat el 2011 per la Duke University Press. El llibre trasllada pels Estats Units i per Europa a fi de calcular el nivell de crisi contemporània produït per la davallada provocada pel neoliberalisme de les fantasies d'ascens socials que s'associaven amb l'estat liberal. Aquest optimisme cruel del títol es manifesta com una dinàmica en la qual els individus generen un vincle cap a objectes-idees desitjats, sota l'aspecte de cúmul de promeses, fins i tot quan es dificulten a ells mateixos les condicions per a què aquestes promeses es compleixin i prosperin. Seguir mantenint vincles que alimenten la fantasia d'una bona vida, independentment de quanta crueltat o quant de perjudici puguin contenir aquests vincles, fa que la gent pugui tolerar el dia a dia quan aquest ha esdevingut inhabitable. Tot detallant les dinàmiques particulars de l'optimisme cruel, Berlant fa èmfasi en la idea que no es tracta de l'objecte en ell mateix, sinó de la relació: «Una relació d'optimisme cruel és una arma de doble tall, en la qual el teu vincle cap a un objecte et dona suport a la vida alhora que aquest objecte esdevé una amenaça pròpiament a la teva prosperitat. Per tant, no es pot dir que siguin objectes que posseeixin una qualitat de crueltat o de no-crueltat, sinó com és té la relació envers ells. De la mateixa manera que estar en parella pot no ser una relació d'optimisme cruel, perquè estar en parella realment et fa sentir arrelat al món, mentre que per a altres persones estar emparellat pot constituir, per un costat, un remei per a la solitud, i d'altra banda, la superpresència d'una persona a qui li toca suportar la càrrega de satisfer les teves necessitats. Així que el problema no és en l'objecte, sinó com aprenem a establir-hi una relació».
Cert èmfasi en el "present", que per a Berlant està estructurat en base a la quotidianitat de la crisi, porta a emprar els afectes i l'estètiques com formes de copsar aquestes crisis. Assenyala que es pot reconèixer que certs gèneres no són compatibles amb el present i que es van establint noves formes estètiques que ens permeten reconèixer modes de vida no arrelats en fantasies normatives de «bona vida». Pel que fa a la quotidianitat de la crisi, Berlant la descriu com la seva manera de «parlar de traumes d'allò social que són viscuts col·lectivament i que transformen el sensori a una perceptivitat accentuada sobre el desplegament del moment de vegades històric (i de vegades els públics s'organitzen al voltant d'aquests sentits, quan s'experimenten en col·lectiu)».
Des de 2002, Berlant fou membre del Feel Tank Chicago, un col·lectiu feminista queer autodefinit com a feel tank, en contraposició i joc de paraules a partir de think tank i alhora coorganitzà també el Dia Internacional dels Deprimits. Ha publicat llibres sobre la compassió Compassion (2004) i la intimitat, Intimacy (2001). Aquest darrer va guanyar premi a la millor publicació de revistes d'aquell any per l'Acadèmia d'Editors dels EUA i que està imbricat amb la seva obra sobre feminisme i teoria queer, part d'assaigs com Sex in Public (a Critical Inquiry) de 1999, Our Monica, Ourselves: Clinton and the Affairs of State (amb Lisa Duggan, 2001) i Venus Inferred (amb la fotògrafa Laura Letinsky, 2001).
Berlant escrigué en diverses publicacions i encapçalà per exemple Critical Inquiry i Public Culture. També fundà i dirigí el Centre d'Estudis de Gènere de la Universitat de Chicago.